# Europamästerskap i landhockey
Europamästerskap i landhockey spelas för herrar sedan 1970 och för damer sedan 1984.

## Resultat

### Herrar
| År   | Värdnation    | Final         | Final              | Final         | Match om tredjepris | Match om tredjepris | Match om tredjepris |
| År   | Värdnation    | Vinnare       | Resultat           | Tvåa          | Trea                | Resultat            | Fyra                |
| ---- | ------------- | ------------- | ------------------ | ------------- | ------------------- | ------------------- | ------------------- |
| 1970 | Belgien       | Västtyskland  | 3 – 1              | Nederländerna | Spanien             | 2 – 1               | Frankrike           |
| 1974 | Spanien       | Spanien       | 1 – 0              | Västtyskland  | Nederländerna       | 4 – 1               | England             |
| 1978 | Västtyskland  | Västtyskland  | 3 – 2              | Nederländerna | England             | 2 – 0               | Spanien             |
| 1983 | Nederländerna | Nederländerna | 2 – 2 (8 – 6 str.) | Sovjetunionen | Västtyskland        | 0 – 0               | Spanien             |
| 1987 | Sovjetunionen | Nederländerna | 1 – 1 (3 – 0 str.) | England       | Västtyskland        | 3 – 2 (e.fl.)       | Sovjetunionen       |
| 1991 | Frankrike     | Tyskland      | 3 – 1              | Nederländerna | England             | 1 – 1 (3 – 2 str.)  | Sovjetunionen       |
| 1995 | Irland        | Tyskland      | 2 – 2 (9 – 8 str.) | Nederländerna | England             | 2 – 1               | Belgien             |
| 1999 | Italien       | Tyskland      | 3 – 3 (8 – 7 str.) | Nederländerna | England             | 7 – 2               | Belgien             |
| 2003 | Spanien       | Tyskland      | 1 – 1 (5 – 4 str.) | Spanien       | England             | 1 – 1 (6 – 5 str.)  | Nederländerna       |
| 2005 | Tyskland      | Spanien       | 4 – 2              | Nederländerna | Tyskland            | 9 – 1               | Belgien             |
| 2007 | England       | Nederländerna | 3 – 2              | Spanien       | Belgien             | 4 – 3               | Tyskland            |
| 2009 | Nederländerna | England       | 5 – 3              | Tyskland      | Nederländerna       | 6 – 1               | Spanien             |
| 2011 | Tyskland      | Tyskland      | 4 – 2              | Nederländerna | England             | 2 – 1               | Belgien             |
| 2013 | Belgien       | Tyskland      | 3 – 1              | Belgien       | Nederländerna       | 3 – 2               | England             |
| 2015 | England       | Nederländerna | 6 – 1              | Tyskland      | Irland              | 4 – 2               | England             |
| 2017 | Nederländerna | Nederländerna | 4 – 2              | Belgien       | England             | 4 – 2               | Tyskland            |
| 2019 | Belgien       | Belgien       | 5 – 0              | Spanien       | Nederländerna       | 4 – 0               | Tyskland            |
| 2021 | Nederländerna | Nederländerna | 2 – 2 (4 – 1 str.) | Tyskland      | Belgien             | 3 – 2               | England             |
| 2023 | Tyskland      |               |                    |               |                     |                     |                     |

### Damer
| År   | Värdnation    | Final         | Final              | Final         | Match om tredjepris | Match om tredjepris | Match om tredjepris |
| År   | Värdnation    | Vinnare       | Resultat           | Tvåa          | Trea                | Resultat            | Fyra                |
| ---- | ------------- | ------------- | ------------------ | ------------- | ------------------- | ------------------- | ------------------- |
| 1984 | Frankrike     | Nederländerna | 2 – 0              | Sovjetunionen | Västtyskland        | 1 – 0               | England             |
| 1987 | England       | Nederländerna | 2 – 2 (3 – 1 str.) | England       | Sovjetunionen       | 2 – 1               | Västtyskland        |
| 1991 | Belgien       | England       | 2 – 1              | Tyskland      | Sovjetunionen       | 3 – 2               | Nederländerna       |
| 1995 | Nederländerna | Nederländerna | 2 – 2 (4 – 1 str.) | Spanien       | Tyskland            | 1 – 0               | England             |
| 1999 | Tyskland      | Nederländerna | 2 – 1              | Tyskland      | England             | 5 – 0               | Ryssland            |
| 2003 | Spanien       | Nederländerna | 5 – 0              | Spanien       | Tyskland            | 3 – 1               | England             |
| 2005 | Irland        | Nederländerna | 2 – 1              | Tyskland      | England             | 4 – 0               | Spanien             |
| 2007 | England       | Tyskland      | 2 – 0              | Nederländerna | England             | 3 – 2               | Spanien             |
| 2009 | Nederländerna | Nederländerna | 3 – 2              | Tyskland      | England             | 2 – 1               | Spanien             |
| 2011 | Tyskland      | Nederländerna | 3 – 0              | Tyskland      | England             | 2 – 1               | Spanien             |
| 2013 | Belgien       | Tyskland      | 4 – 4 (2 – 0 str.) | England       | Nederländerna       | 3 – 1               | Belgien             |
| 2015 | England       | England       | 2 – 2 (3 – 1 str.) | Nederländerna | Tyskland            | 5 – 1               | Spanien             |
| 2017 | Nederländerna | Nederländerna | 3 – 0              | Belgien       | England             | 2 – 0               | Tyskland            |
| 2019 | Belgien       | Nederländerna | 2 – 0              | Tyskland      | Spanien             | 1 – 1 (3 – 2 str.)  | England             |
| 2021 | Nederländerna | Nederländerna | 2 – 0              | Tyskland      | Belgien             | 3 – 1               | Spanien             |
| 2023 | Tyskland      |               |                    |               |                     |                     |                     |